# Isla Conja
Isla Conja är en ö i Mexiko. Den ligger i delstaten Tabasco, i den sydöstra delen av landet. Ön hade 3 invånare år 2000.